# Demoleus latus
Demoleus latus är en kräftdjursart. Demoleus latus ingår i släktet Demoleus och familjen Pandaridae. Inga underarter finns listade i Catalogue of Life.